# Tommi Eckart

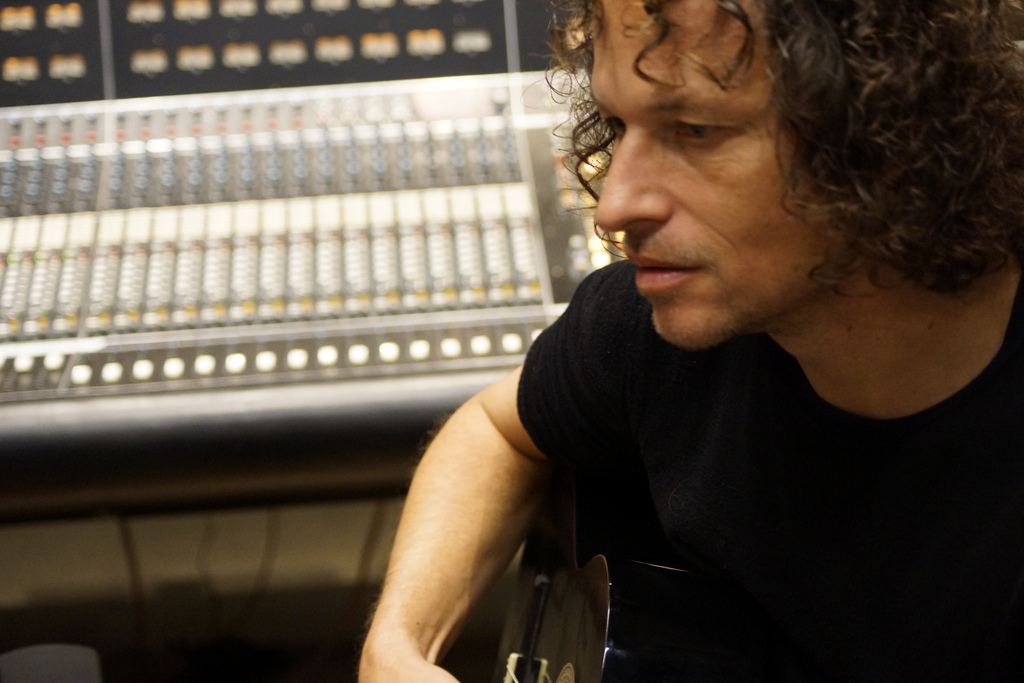
Tommi Eckart (2011)

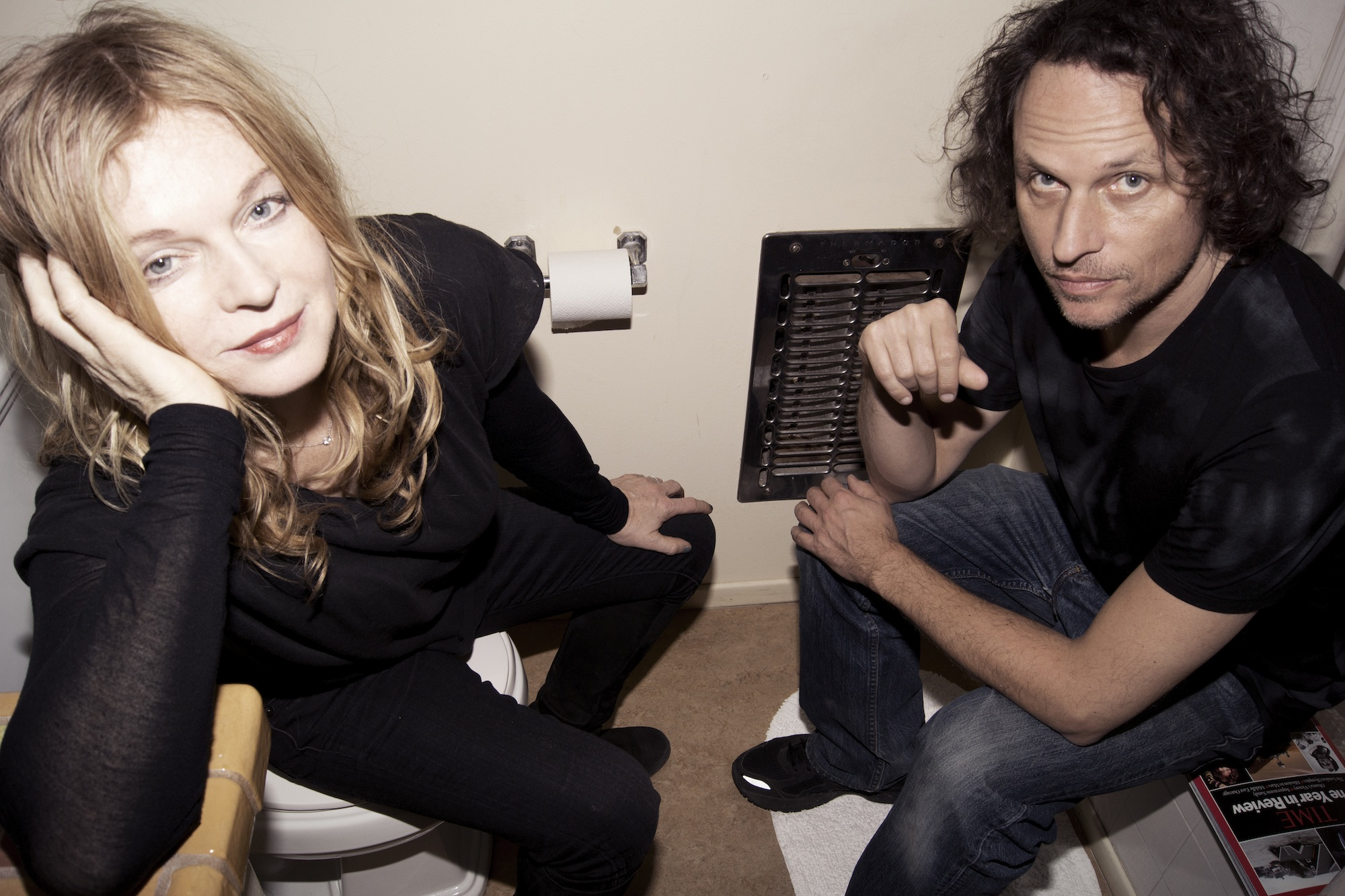
2raumwohnung (2013)

Tommi Eckart (* 1963 in West-Berlin) ist ein deutscher Musikproduzent und Komponist. Bekannt wurde er vor allem als Mitglied der Band 2raumwohnung, die er gemeinsam mit seiner Lebensgefährtin Inga Humpe gründete.

## Leben
Eckart wurde in Berlin geboren und verbrachte seine Kindheit teilweise in München. Gemeinsam mit Kollegen gründete er die Punk-Band Alternative Arschlöcher. Daneben spielte er auch in anderen Bands wie beispielsweise den DAGOWOPS, an der auch Monika Dietl beteiligt war. Gegen Ende der 1980er Jahre begann die Zusammenarbeit mit Andreas Dorau, die bis in die 1990er Jahre dauerte. Beide produzierten insgesamt drei Platten im Bereich elektronischer Popmusik, u. a. das Album Neu!, auf dem sich einige von Doraus größten Hits befinden. Zu ihrem gemeinsamen Werk gehört auch  beispielsweise die Single Alright (MSF Records) unter dem Pseudonym Volumina. Nach dem Mauerfall zog Eckart ins nun ehemalige Ost-Berlin, wo er eine ehemalige Abhörwohnung der Stasi bewohnte. 1992 gründete er mit Ralf Hertwig von Palais Schaumburg das Trance-Projekt Transform sowie Perry & Rhodan, das 1993 die Single The Beat Just Goes Straight On & On auf Rising High Records veröffentlichte. Außerdem arbeitete er mit Klaus Löschner.
1993 lernte Eckart seine Lebensgefährtin Inga Humpe kennen, mit der er zunächst ein Lied für die Werbung des Zigarettenherstellers Cabinet produzierte. Dafür verwendeten sie den Projektnamen 2raumwohnung, der später zum offiziellen Namen des Duos wurde. Das Duo veröffentlichte seit 2001 mehrere Alben mit überwiegend deutschsprachigem Elektropop, von denen 36 Grad aus dem Jahr 2007 das erfolgreichste Werk war. 2raumwohnung wurde bisher dreimal mit einer Goldenen Schallplatte ausgezeichnet; das Duo hat insgesamt über 700.000 Platten verkauft. 2022 erhielt es für die gemeinsame Arbeit an Eldorado KaDeWe – Jetzt ist unsere Zeit, zusammen mit Matthias Petsche den Deutschen Fernsehpreis. Neben der Arbeit für 2raumwohnung trat Eckart mit Inga Humpe auch als DJ auf.